# Tagish (Yukon)

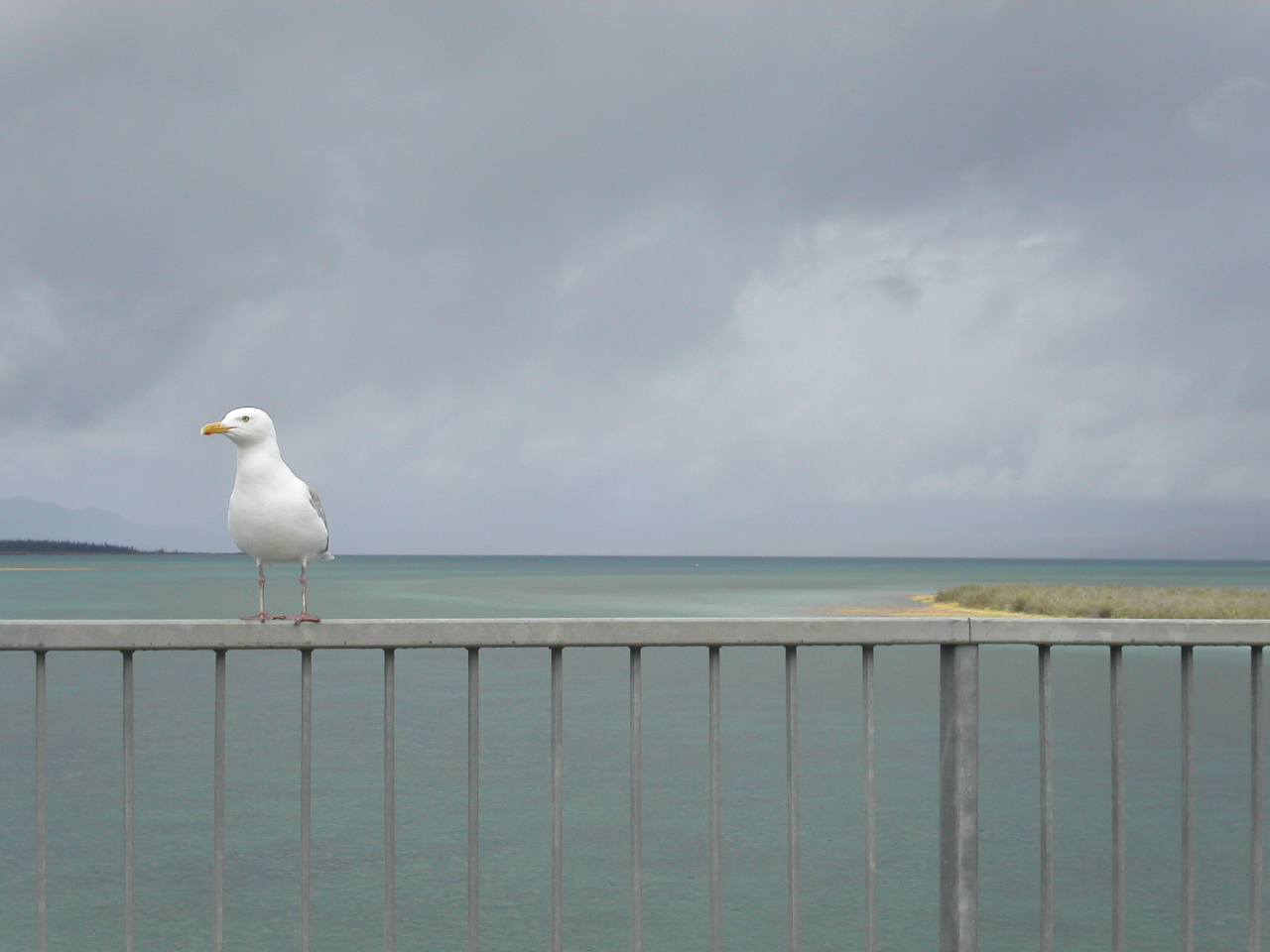
Mouette sur le pont Tagish

Pour les articles homonymes, voir Tagish.
Tagish est une localité du Yukon au Canada, située à 30 km de Carcross, sur la Tagish Road, à l'extrémité nord du lac Tagish. Sa population était de 206 habitants en 2001.

## Démographie
| 2001 | 2006 | 2011 | 2016 |
| ---- | ---- | ---- | ---- |
| 206  | 222  | 391  | 249  |